# Samfundssyn
 Der er for få eller ingen kildehenvisninger i denne artikel, hvilket er et problem. Du kan hjælpe ved at angive troværdige kilder til de påstande, som fremføres i artiklen.

Begrebet samfundssyn beskæftiger sig med antagelser om årsagerne til, at mennesket organiserer sig i fællesskaber. Dette perspektiv omfatter forestillinger om og studier af systemers udvikling, styring af aktiviteten i systemerne, systemernes struktur og funktioner. Det omfatter ligeledes ideer om forholdet mellem individ og fællesskab. 
Som to – i nogen grad karikerede – modpoler i synet på individ og fællesskab nævnes ofte determinisme, der hævder at systemet afgør individernes handlemuligheder, og voluntarisme, der hævder at det enkelte individs frie vilje afgør, hvorledes systemerne indrettes.
| Samfundsvidenskab | Spire Denne artikel om samfundsvidenskab er en spire som bør udbygges. Du er velkommen til at hjælpe Wikipedia ved at udvide den. |